# Lista de municípios de Alagoas por IFDM
Esta é uma lista de municípios de Alagoas ordenados por Índice FIRJAN de Desenvolvimento Municipal (IFDM) conforme dados divulgados pelo Sistema FIRJAN em 2015 com base no ano de 2013.
O Índice FIRJAN de Desenvolvimento Municipal (IFDM) é um estudo anual criado para acompanhar o desenvolvimento humano, econômico e social dos municípios do Estado do Rio de Janeiro e do Brasil (5.565 no total), com base exclusivamente em estatísticas oficiais. Ele leva em conta três indicadores: emprego e renda como um único indicador e educação e saúde como indicadores separados, cada qual com um conjunto respectivo de variáveis. Devido às suas características, a ferramenta tem servido como uma fotografia de políticas públicas e como fonte para "estudos nacionais e internacionais a respeito do desenvolvimento brasileiro". Mesmo porque seu resultado é capaz de retratar o nível de desenvolvimento de cada cidade e, assim, dar uma ideia sobre a qualidade de vida de seus cidadãos.
O IFDM é semelhante ao Índice de Desenvolvimento Humano (IDH), calculado pela ONU. Uma diferença entre ambos é que os dados do IFDM “podem ser coletados todo ano”, ao passo que os do IDH só são levantados uma vez por década, pois dependem de “dados do censo demográfico, realizado a cada 10 anos.”

## Categorias

Mapa dos municípios de Alagoas por IFDM em 2013.Legenda:
Alto (nenhum município)
Moderado (15 municípios)
Regular (85 municípios)
Baixo (1 municípios)
Sem dados (1 município)

O índice varia de zero (valor mínimo) até 1 (valor máximo), sendo considerado:
- Alto, resultados superiores a 0,8 pontos;
- Moderado, resultados entre 0,6 e 0,8 pontos;
- Regular, resultados entre 0,4 e 0,6 pontos;
- Baixo, resultados inferiores a 0,4 pontos;

## Lista dos municípios
| Posição                  | Município               | IFDM Consolidado (2013) |
| Desenvolvimento alto     | Desenvolvimento alto    | Desenvolvimento alto    |
| ------------------------ | ----------------------- | ----------------------- |
| nenhum município         |                         |                         |
| Desenvolvimento moderado |                         |                         |
| 1º                       | Coruripe                | 0.7172                  |
| 2º                       | Maceió                  | 0.7065                  |
| 3º                       | Santa Luzia do Norte    | 0.6586                  |
| 4º                       | Arapiraca               | 0.6548                  |
| 5º                       | Jequiá da Praia         | 0.6531                  |
| 6º                       | Feliz Deserto           | 0.6292                  |
| 7º                       | São Miguel dos Milagres | 0.6286                  |
| 8º                       | Pindoba                 | 0.6280                  |
| 9º                       | Marechal Deodoro        | 0.6211                  |
| 10º                      | Teotônio Vilela         | 0.6183                  |
| 11º                      | Barra de São Miguel     | 0.6176                  |
| 12º                      | Santana do Ipanema      | 0.6102                  |
| 12º                      | Paulo Jacinto           | 0.6102                  |
| 14º                      | Matriz de Camaragibe    | 0.6064                  |
| 15º                      | Messias                 | 0.6011                  |
| Desenvolvimento regular  |                         |                         |
| 16º                      | Campestre               | 0.5937                  |
| 17º                      | Junqueiro               | 0.5928                  |
| 18º                      | Coqueiro Seco           | 0.5908                  |
| 19º                      | Boca da Mata            | 0.5906                  |
| 20º                      | Flexeiras               | 0.5880                  |
| 21º                      | Quebrangulo             | 0.5861                  |
| 22º                      | Jacuípe                 | 0.5857                  |
| 23º                      | São José da Tapera      | 0.5850                  |
| 24º                      | Satuba                  | 0.5826                  |
| 25º                      | Rio Largo               | 0.5823                  |
| 26º                      | Porto Calvo             | 0.5821                  |
| 27º                      | Mar Vermelho            | 0.5811                  |
| 28º                      | Jundiá                  | 0.5789                  |
| 29º                      | Palestina               | 0.5769                  |
| 30º                      | Taquarana               | 0.5763                  |
| 31º                      | Viçosa                  | 0.5759                  |
| 32º                      | Maragogi                | 0.5747                  |
| 33º                      | Cajueiro                | 0.5726                  |
| 34º                      | Cacimbinhas             | 0.5704                  |
| 35º                      | Santana do Mundaú       | 0.5688                  |
| 36º                      | Coité do Nóia           | 0.5679                  |
| 37º                      | São Miguel dos Campos   | 0.5670                  |
| 38º                      | Paripueira              | 0.5640                  |
| 39º                      | Japaratinga             | 0.5608                  |
| 39º                      | Carneiros               | 0.5608                  |
| 41º                      | Poço das Trincheiras    | 0.5586                  |
| 42º                      | Porto de Pedras         | 0.5559                  |
| 43º                      | Barra de Santo Antônio  | 0.5546                  |
| 44º                      | Chã Preta               | 0.5513                  |
| 45º                      | São Luís do Quitunde    | 0.5500                  |
| 46º                      | Dois Riachos            | 0.5494                  |
| 47º                      | Atalaia                 | 0.5493                  |
| 48º                      | Estrela de Alagoas      | 0.5491                  |
| 49º                      | Piranhas                | 0.5484                  |
| 50º                      | São Brás                | 0.5431                  |
| 51º                      | Jacaré dos Homens       | 0.5426                  |
| 52º                      | Canapi                  | 0.5398                  |
| 53º                      | Colônia Leopoldina      | 0.5369                  |
| 54º                      | Belém                   | 0.5362                  |
| 55º                      | Palmeira dos Índios     | 0.5353                  |
| 56º                      | Branquinha              | 0.5350                  |
| 57º                      | Piaçabuçu               | 0.5347                  |
| 58º                      | Pilar                   | 0.5326                  |
| 59º                      | Murici                  | 0.5307                  |
| 60º                      | Capela                  | 0.5301                  |
| 61º                      | São Sebastião           | 0.5291                  |
| 62º                      | Jaramataia              | 0.5289                  |
| 63º                      | Penedo                  | 0.5253                  |
| 64º                      | Limoeiro de Anadia      | 0.5239                  |
| 65º                      | Anadia                  | 0.5228                  |
| 65º                      | Feira Grande            | 0.5228                  |
| 67º                      | Lagoa da Canoa          | 0.5225                  |
| 68º                      | São José da Laje        | 0.5210                  |
| 69º                      | Senador Rui Palmeira    | 0.5185                  |
| 70º                      | Pão de Açúcar           | 0.5181                  |
| 71º                      | Joaquim Gomes           | 0.5161                  |
| 72º                      | Campo Alegre            | 0.5149                  |
| 73º                      | Novo Lino               | 0.5144                  |
| 74º                      | Campo Grande            | 0.5132                  |
| 74º                      | Major Izidoro           | 0.5132                  |
| 76º                      | Passo de Camaragibe     | 0.5123                  |
| 77º                      | Igreja Nova             | 0.5120                  |
| 78º                      | Maribondo               | 0.5074                  |
| 79º                      | Tanque d'Arca           | 0.5052                  |
| 80º                      | Monteirópolis           | 0.5037                  |
| 81º                      | Pariconha               | 0.5016                  |
| 82º                      | Maravilha               | 0.5008                  |
| 83º                      | Olho d'Água do Casado   | 0.4997                  |
| 84º                      | Igaci                   | 0.4981                  |
| 85º                      | Olho d'Água das Flores  | 0.4943                  |
| 86º                      | Batalha                 | 0.4888                  |
| 87º                      | Olho d'Água Grande      | 0.4869                  |
| 88º                      | Ouro Branco             | 0.4860                  |
| 89º                      | Belo Monte              | 0.4817                  |
| 90º                      | Olivença                | 0.4758                  |
| 91º                      | Inhapi                  | 0.4757                  |
| 92º                      | Girau do Ponciano       | 0.4706                  |
| 93º                      | Roteiro                 | 0.4704                  |
| 94º                      | União dos Palmares      | 0.4693                  |
| 95º                      | Delmiro Gouveia         | 0.4660                  |
| 96º                      | Traipu                  | 0.4633                  |
| 97º                      | Ibateguara              | 0.4520                  |
| 98º                      | Porto Real do Colégio   | 0.4484                  |
| 99º                      | Craíbas                 | 0.4345                  |
| 100º                     | Mata Grande             | 0.4185                  |
| Desenvolvimento baixo    |                         |                         |
| 101º                     | Água Branca             | 0.3828                  |
| Sem dados                |                         |                         |
| Minador do Negrão        |                         |                         |